# إليزابيث غروز
إليزابيث غروز (بالإنجليزية: Elizabeth Grosz)‏ هي أكاديمية وفيلسوفة أمريكية وأسترالية، ولدت في 14 أكتوبر 1952 في سيدني في أستراليا.